# لطفيار إيمانوف
لطفيار مسلم أوغلو إيمانوف (بالأذرية: Lütfiyar İmanov) مغني الأوبرا الأذربيجاني (غنائية درامية تينور)، أستاذ - بروفيسور، فنان الشعب بالاتحاد السوفيتي (1977)

## حياته و إبداعه
ولد لطفيار إيمانوف 17 أبريل, عام 1928, في منطقة صابر آباد. جرب لطفيار نفسه للمرة الأولى في الفن في سن المدرسة، وبدأ حياته المهنية عام 1943 كممثل في مسرح الدراما الأكاديمي الحكومي في صابر آباد. عمل مخرجًا فنيًا في دار الثقافة في مدينة صابر آباد منذ 1948. 
في 1957 تخرج من أكاديمية باكو للموسيقى إسمه عاسف زينلي. و ثم واصل تعليمه في جامعة أذربيجان الحكومية للثقافة والفنون فتخرج نتها في 1968.
عمل لطفيار إيمانوف في لمسرح الموسيقي الكوميدي (أذربيجان) بين 1956-1959. في عام 1957 لعب أول دوره في موسكو في أوبرا  كوروغلو لعزير حاجبايوف.
منذ 1958 حتى نهاية عمره عمل كعازف منفرد في مسرح أكاديمية دولة أذربيجان للأوبرا والباليه.
كان متدرب لطفيار في مسرح البولشوي بموسكو في 1965، وفي لا سكالا بإيطاليا في 1975.
من بداية 1968 هو لعب أكثر من ثلاثين دور رئيسًا في أويرا. قام برحلة العمل في الخارج ، بما في ذلك في إيران وإيطاليا وألمانيا والهند وكندا والولايات المتحدة الأمريكية وتشيكوسلوفاكيا وتركيا وعدد من الدول العربية.
توفي لطفيار إيمانوف في 21 يناير عام 2008 في باكو, دفن في ممشى الفخري.

## وصلات خارجية
https://www.youtube.com/watch?v=Ll3jl8Q-Efk